# Elisabeth Rothen
Elisabeth Rothen (* 24. März 1881 in Bern; † 8. August 1953 ebenda; heimatberechtigt in Rüschegg) war eine Schweizer Frauenrechtlerin.

## Leben und Wirken
Elisabeth Rothen war Tochter des Adolf Liechti und der Anna geb. Gerber. Sie besuchte das Lehrerinnenseminar ihrer Heimatstadt und heiratete den Sekundarlehrer und Seminarvorsteher Gottlieb Rothen.
Rothen engagierte sich ab 1916 in der Frauenstimmrechtsbewegung des Kantons Bern. Als Vorstandsmitglied wirkte sie im Schweizerischen Verband für Frauenstimmrecht (SVF). Sie war Sekretärin des zweiten Kongresses für Fraueninteressen, der 1921 in Bern stattfand. Es folgte ihre Mitarbeit bei der Schweizerischen Ausstellung für Frauenarbeit (SAFFA), die sieben Jahre später eröffnet wurde. Beim Jahrbuch der Schweizerfrauen war Rothen Mitglied der Redaktion. Von 1923 bis 1952 war sie als Präsidentin des bernischen Hausangestelltenvereins tätig und initiierte 1932 das Altersheim für Hausangestellte in Bern. Bei der bernischen Prüfungskommission für Hauswirtschaftslehrerinnen war sie ebenfalls Mitglied.

## Belege
1. 1 2  Regula Ludi: Elisabeth Rothen. In: Historisches Lexikon der Schweiz.  5. Januar 2012, abgerufen am 28. Juli 2024.

| Personendaten    | Personendaten                    |
| ---------------- | -------------------------------- |
| NAME             | Rothen, Elisabeth                |
| ALTERNATIVNAMEN  | Liechti, Elisabeth (Geburtsname) |
| KURZBESCHREIBUNG | Schweizer Frauenrechtlerin       |
| GEBURTSDATUM     | 24. März 1881                    |
| GEBURTSORT       | Bern, Schweiz                    |
| STERBEDATUM      | 8. August 1953                   |
| STERBEORT        | Bern, Schweiz                    |